# Eleições legislativas portuguesas de 1878
As eleições legislativas portuguesas de 1878 foram realizadas no dia 13 de outubro.

## Resultados Nacionais
| ↓                   |                      |                      |                  |                               |
| 97                  | 22                   | 14                   | 3                | 2                             |
| Partido Regenerador | Partido Progressista | Partido Constituinte | Partido Avilista | Partido Republicano Português |

|       | Partido Regenerador           | 70,8 / 100,0 |       | 97 / 137 | 19    |       |       |
|       | Partido Progressista          | 16,1 / 100,0 | Novo  | 22 / 137 | Novo  |       |       |
|       | Partido Constituinte          | 10,2 / 100,0 |       | 14 / 137 | 8     |       |       |
|       | Partido Avilista              | 2,2 / 100,0  |       | 3 / 137  |       |       |       |
|       | Partido Republicano Português | 0,7 / 100,0  | Novo  | 1 / 137  | Novo  |       |       |
| Fonte | Fonte                         | Fonte        | [ 1 ] | [ 1 ]    | [ 1 ] | [ 1 ] | [ 1 ] |

### Gráfico
| Gráfico dos resultados        | Gráfico dos resultados        | Gráfico dos resultados | Gráfico dos resultados | Gráfico dos resultados |
| ----------------------------- | ----------------------------- | ---------------------- | ---------------------- | ---------------------- |
|                               |                               |                        |                        |                        |
| Partido Regenerador           | Partido Regenerador           |                        | 71%                    | 71%                    |
| Partido Histórico             | Partido Histórico             |                        | 16%                    | 16%                    |
| Partido Constituinte          | Partido Constituinte          |                        | 10%                    | 10%                    |
| Partido Avilista              | Partido Avilista              |                        | 2%                     | 2%                     |
| Partido Republicano Português | Partido Republicano Português |                        | 1%                     | 1%                     |

Nota: o número de deputados eleitos de cada força política correspondem apenas ao eleitos no continente e nas ilhas.